# (100494) 1996 VF39
(100494) 1996 VF39 es un asteroide perteneciente al cinturón de asteroides, descubierto el 9 de noviembre de 1996 por el equipo del Beijing Schmidt CCD Asteroid Program desde la Estación Xinglong, Hebei, China.

## Designación y nombre
Designado provisionalmente como 1996 VF39.

## Características orbitales
1996 VF39 está situado a una distancia media del Sol de 2,791 ua, pudiendo alejarse hasta 3,317 ua y acercarse hasta 2,266 ua. Su excentricidad es 0,188 y la inclinación orbital 5,445 grados. Emplea 1703 días en completar una órbita alrededor del Sol.

## Características físicas
La magnitud absoluta de 1996 VF39 es 15. Tiene 6,506 km de diámetro y su albedo se estima en 0,05.